# 조지 가모프
조지 가모프(영어: George Gamow 조지 가모[*], 러시아어: Гео́ргий Анто́нович Га́мов 게오르기 안토노비치 가모프[*], 우크라이나어: Гео́ргій Анто́нович Га́мов 헤오르히 안토노비치 하모우[*], 1904년 3월 4일~1968년 8월 19일)는 러시아 출신의 미국 천문학자이다.
별 내부의 핵융합 반응 이론 발전, 알파 붕괴 설명, 가모프-텔러 붕괴 등의 이론들을 발달시켰고, 팽창 우주론을 발전시켜 우주가 수십억 년 전에 한 점에서 폭발하여 팽창하기 시작했다는 대폭발 이론을 주장했다. 대폭발 이론의 근거로 우주 마이크로파 배경의 존재를 예견했으며, 그 값을 직접 예측하기도 했다. 이 우주 마이크로파 배경은 나중에 두 미국인 천문학자들인 아노 앨런 펜지어스와 로버트 우드로 윌슨에 의해 우주 마이크로파 배경이 발견됨으로써 많은 과학자들이 받아들이는 우주론이 되었다. 랄프 알퍼, 한스 베테와 같이 알파-베타-감마 이론을 주장했다.
DNA의 구조를 밝히는데도 큰 공헌을 할 정도로 거의 모든 과학 분야에 조예가 깊었으며 풍부한 저술 활동을 하였다.

## 생애 초기
조지 가모프는 러시아 제국의 오데사(현재의 우크라이나 오데사)에서 태어났다. 그의 아버지는 중등학교에서 러시아어와 문학을 가르쳤고, 어머니는 여학교에서 지리와 역사를 가르쳤다. 가모프는 러시아어 외에도 어머니에게서 프랑스어, 가정교사에게서 독일어를 배웠다. 그는 대학 시절에 영어를 익혀 유창하게 구사하게 되었으며, 초기의 대부분 논문은 독일어나 러시아어로 발표했지만, 이후에는 전문 논문과 대중서 모두 영어로 저술하였다.
1922년부터 1923년까지 오데사 물리·수학 연구소(현 오데사 대학교)에서 공부했으며, 1923년부터 1929년까지는 레닌그라드 대학교에서 수학하였다. 이 시기 가모프는 알렉산드르 프리드만 밑에서 연구를 시작했으나, 1925년 프리드만이 요절하면서 논문 지도교수를 바꾸어야 했다. 대학 시절, 그는 레프 란다우, 드미트리 이바넨코, 마트베이 브론슈테인과 친분을 맺었으며, 이 네 사람은 스스로를 “삼총사”라 부르며 양자역학의 혁신적 논문들을 함께 읽고 토론하는 소모임을 운영하였다. 이후 가모프는 랠프 애셔 앨퍼, 로버트 허먼과 결성한 삼인조에도 같은 표현을 사용하였다.
학업을 마친 뒤 괴팅겐에서 양자 이론을 연구하며, 원자핵 구조에 대한 연구를 통해 박사 학위의 기초를 마련했다. 이후 코펜하겐 대학교 이론물리학연구소에서 1928년부터 1931년까지 연구원으로 재직하였으며, 중간에 영국 케임브리지대 캐번디시 연구소에서 어니스트 러더퍼드와 함께 일하기도 했다. 이 시기 그는 원자핵에 대해 ‘물방울 모형’을 제안했으며, 로버트 앳킨슨, 프리츠 하우터만과 함께 항성 물리학 연구도 수행하였다.
1931년, 가모프는 28세의 나이로 소련 과학아카데미의 준회원으로 선출되었는데, 이는 아카데미 역사상 최연소급이었다. 1931년부터 1933년까지 레닌그라드 소재 라듐 연구소 물리학부에서 근무했으며, 해당 부서는 비탈리 클로핀(Vitaly Khlopin)이 이끌고 있었다. 당시 유럽 최초의 사이클로트론이 가모프, 이고르 쿠르차토프(Igor Kurchatov), 레프 미소브스키(Lev Mysovskii)의 지도와 참여 아래 설계되었으며, 1932년에는 가모프와 미소브스키가 그 설계 초안을 아카데미 위원회에 제출하였고, 이는 승인되었다. 그러나 이 사이클로트론은 1937년에 이르러서야 완공되었다.

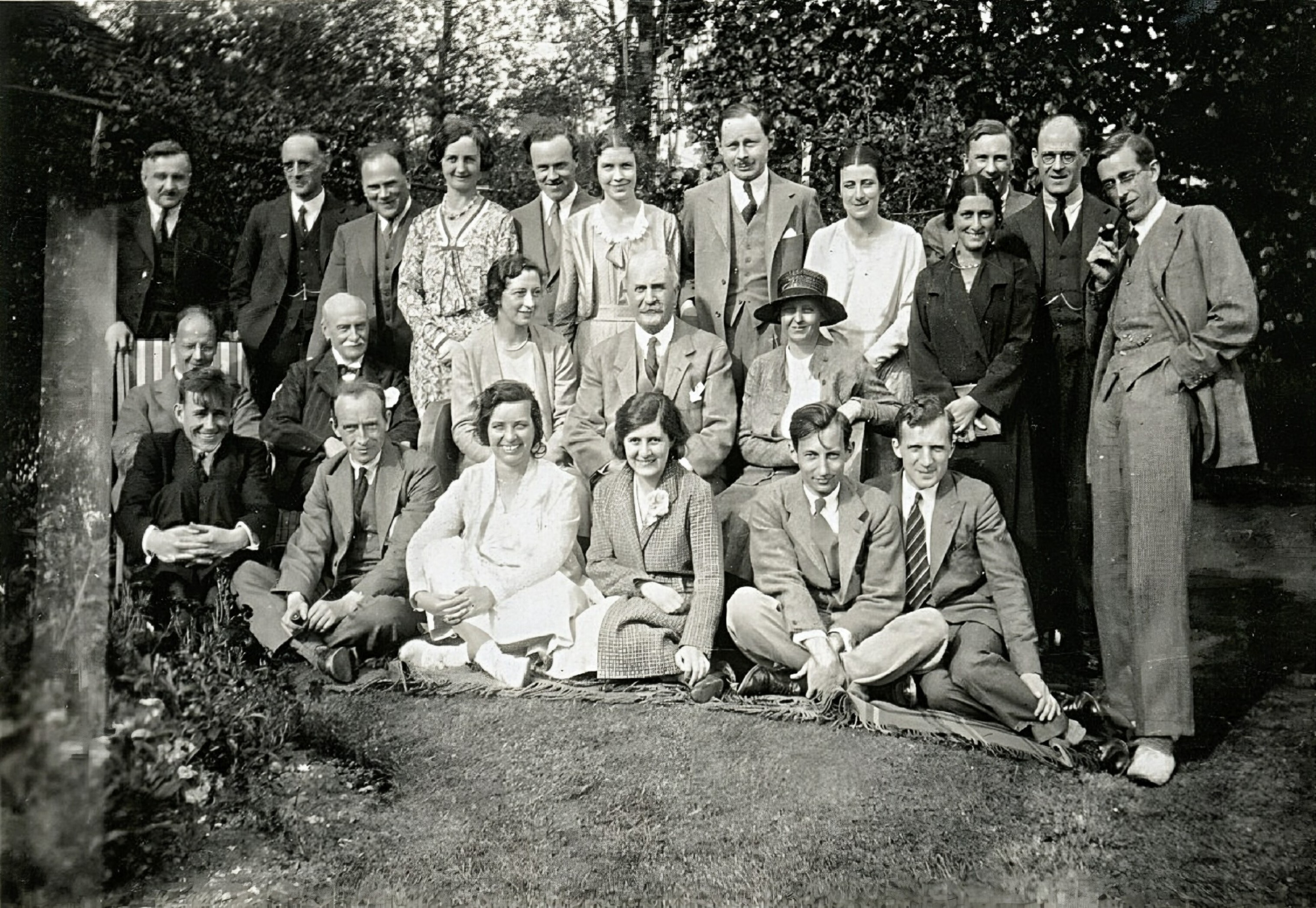
1931년, 윌리엄 브래그 연구소 직원들. 사진 가운데 윌리엄 헨리 브래그가 앉아있고, 맨 오른쪽에 가모프가 서 있다.

## 방사성 붕괴 연구
20세기 초, 방사성 물질은 지수함수적 붕괴율 또는 반감기를 갖는 것으로 알려져 있었다. 또한 방사선이 방출되는 특정 에너지값도 특징적으로 관찰되었다.
1928년, 조지 가모프는 괴팅겐에서 알파 붕괴의 양자 터널링 현상을 설명하는 이론을 수학적으로 완성하였으는데, 이때 니콜라이 코친의 수학적 도움을 받았다. 같은 문제는 로널드 W. 거니(Ronald W. Gurney)와 에드워드 U. 콘던(Edward U. Condon)에 의해서도 독립적으로 해결되었지만, 정량적인 정확성 면에서는 가모프가 훨씬 앞섰다.
고전물리학에서는, 입자는 매우 깊은 핵력 퍼텐셜 우물에 갇혀 있기 때문에, 탈출하려면 엄청난 에너지가 필요하며, 따라서 자발적인 붕괴는 일어나지 않는다. 그러나 양자역학에서는, 입자가 퍼텐셜 장벽을 터널링하여 외부로 나갈 확률이 존재한다. 가모프는 이러한 퍼텐셜 모델을 수학적으로 해석하여, 알파 붕괴의 반감기와 방출 에너지 사이의 관계를 제1원리로부터 유도하였다. 이는 이전에 실험적으로만 알려졌던 가이거-너틀(Geiger-Nuttall) 법칙을 이론적으로 뒷받침하는 것이었다.
수년 후, 입사하는 핵입자가 쿨롱 장벽을 투과하여 핵 반응을 일으킬 확률을 설명하는 항을 가모프 인자(Gamow factor) 또는 가모프-좀머펠트 인자(Gamow-Sommerfeld factor)라 부르게 되었다.

## 망명
가모프는 소련에서 여러 연구기관에 몸담고 있었지만, 점점 심화되는 억압과 감시로 인해 탈출을 결심하게 된다. 1931년, 이탈리아에서 열리는 국제 학회 참석 허가를 거부당하였다. 또한 같은 해 그는 소련의 물리학자 류보프 복흐민체바(Lyubov Vokhmintseva)와 결혼하였다. 가모프는 그녀를 그리스 문자에서 따온 별명인 “로(ρ)”로 불렀다. 이 부부는 이후 2년 동안 공식 허가가 있든 없든 소련을 떠나기 위해 수차례 시도하였다. 이 시기 닐스 보어 등 지인들이 여러 차례 초청했지만, 소련 당국은 출국 허가를 내주지 않았다.
가모프는 이후에 밝히길, 최초의 두 번의 탈출 시도는 1932년이었으며, 카약을 이용해 탈출하려 했다고 한다. 첫 번째는 흑해를 건너 터키까지 250km를 노 저어 이동하려 했고, 두 번째는 무르만스크에서 노르웨이로 가려는 시도였다. 그러나 악천후로 인해 두 시도 모두 실패했으며, 소련 당국에는 발각되지 않았다고 한다.
결국 1933년, 가모프는 브뤼셀에서 열린 제7회 솔베이 회의에 참석할 수 있는 공식 출국 허가를 받는다. 그는 아내 동반을 강력히 요구했으며, 혼자 갈 수 없다고 강경한 태도를 보였다. 당국은 마침내 이를 수용하여 두 사람 모두에게 여권을 발급하였다. 그들은 회의에 참석한 뒤, 마리 퀴리와 다른 물리학자들의 도움을 받아 체류를 연장하였다. 그 후 가모프는 퀴리 연구소(프랑스), 런던 대학교(영국), 미시간 대학교(미국) 등에서 임시 직위를 얻어 연구를 이어갔다.

## 미국으로의 이주
1934년, 가모프 부부는 미국으로 이주하였다. 같은 해 조지워싱턴대학교의 교수로 임용되었고, 런던에 있던 물리학자 에드워드 텔러를 대학으로 초빙하였다. 1936년에는 가모프와 텔러가 함께 베타 붕괴에 대한 선택 규칙을 발표했으며, 이는 이후 '가모프-텔러 선택 규칙'으로 불리게 되었다. 워싱턴에서 머무는 동안 그는 마리우 셴베르그, 랠프 알퍼와도 공동으로 중요한 논문들을 발표하였다. 1930년대 후반부터 가모프의 관심은 천체물리학과 우주론으로 옮겨갔다.
조지워싱턴대학교에 부임한 뒤, 가모프는 이론물리학 워싱턴 컨퍼런스를 시작하였다. 이 컨퍼런스는 1935년부터 1947년까지 이어진 소규모 학술 행사 시리즈로, 이론물리학의 다양한 주제를 중심으로 전문가들이 모여 토론하는 장이었다. 1939년 회의에서는 닐스 보어가 핵분열의 발견을 공식적으로 발표하기도 했다.
1935년에는 아들 이고르 가모프가 태어났다. 가모프는 1947년에 펴낸 저서에서 "카우보이가 되기를 더 좋아하는 내 아들 이고르에게"이라는 헌사를 남기기도 했다. 그는 1940년에 미국 시민권을 취득했으며, 1956년까지 조지워싱턴대학교와의 공식적인 소속을 유지했다. 제2차 세계대전 동안에는 대학에서 물리학을 가르치며 미국 해군의 자문도 맡았다.
미국에서 가모프는 항성 진화와 태양계 초기 역사에 관심을 가졌다. 1945년에는 독일 이론물리학자 카를 프리드리히 폰 바이츠제커의 행성 형성 이론을 지지하는 논문을 공동 집필하였다. 1948년에는 영국 학술지 네이처에 논문을 발표하여, 초기 우주에서 형성된 원시 은하의 질량과 반지름에 대한 방정식을 전개하였다. 그는 평균적으로 약 천억 개의 별을 포함하는 은하가 태양 질량과 비슷한 질량을 지닌 별들로 구성된다고 설명하였다.

## 빅뱅 핵합성 이론
가모프는 팽창 우주에 대한 '빅뱅 이론'의 발전을 주도한 중심 인물이었다. 그는 아인슈타인의 중력이론에서 도출된, 물질 밀도가 균일하고 공간 곡률이 일정한 우주에 대한 알렉산드르 프리드만과 조르주 르메트르의 비정적 해(non-static solution)를 가장 먼저 적극적으로 적용하였다. 가모프의 결정적 기여는, 르메트르가 제안한 '원시 양자 상태'에 물리적 정당성을 부여한 데 있었다. 그는 초기 우주가 물질이 아니라 복사 에너지에 의해 지배된다고 가정함으로써 이 해석을 실현하였다. 이후의 현대 우주론 대부분은 이 가모프의 이론을 기반으로 발전하였다.
가모프는 이 모형을 화학 원소의 생성 문제와 은하로의 물질 응축 과정에 적용하였으며, 빛의 속도, 중력 상수, 미세 구조 상수, 플랑크 상수와 같은 물리 상수들을 사용해 초기 은하의 질량과 지름을 계산하였다.
그의 우주론에 대한 관심은 항성 내부에서의 에너지 생성과 원소 합성 과정에 대한 관심에서 비롯되었다. 이 연구는 그가 이전에 밝힌 양자 터널링 현상, 즉 핵 알파 붕괴의 메커니즘에서 출발했으며, 이를 역산하여 열핵 반응 속도를 계산한 것이었다.
처음에 가모프는 우주의 초기 고온·고밀도 상태에서 모든 원소가 생성될 수 있다고 생각했다. 하지만 이후 프레드 호일 등 다른 학자들이 제시한 증거에 따라, 그는 리튬보다 무거운 원소들은 주로 항성과 초신성 내부에서 생성된다는 이론을 받아들였다. 그는 자신이 고안한 핵합성 과정에 대한 연립 미분방정식을 공식화하고, 이를 박사과정 학생 랠프 알퍼에게 수치적으로 풀도록 과제로 맡겼다. 이 결과는 1948년 ‘알퍼-베테-가모프 논문’으로도 알려진 알파 베타 감마 이론으로 발표되었다.
그는 유전 암호에 대한 관심으로 연구 방향을 전환하기 전까지 약 20편의 우주론 논문을 발표하였다. 그중 최초 논문은 1939년, 에드워드 텔러와 공동으로 발표한 은하 형성 이론에 관한 것이며, 1946년에는 우주 핵합성에 대한 최초의 기술을 발표하였다. 그는 또한 이 주제에 대해 대중과 학술 독자 모두를 위한 여러 저서를 집필하였다.
1948년, 그는 열중성자로부터 양성자와 중수소가 생성되는 과정을 다룬 단순화된 핵합성 방정식 논문을 발표하였으며, 수소와 무거운 원소의 비율을 활용하여 핵합성 시작 시점의 물질 밀도를 계산하였고, 이를 통해 초기 은하의 질량과 크기를 추정할 수 있었다.
1953년에는 복사와 물질의 밀도가 같아지는 시점을 기준으로 또 다른 방법으로 은하 규모를 계산하였다. 이 논문에서는 우주 마이크로파 배경 복사의 밀도를 계산해, 당시 기준으로 약 7켈빈의 현재 온도를 예측했는데, 이는 오늘날 받아들여지는 값보다 두 배가량 높은 수치였다.
1967년, 가모프는 자신과 랠프 알퍼, 로버트 허먼이 함께 하거나 독립적으로 수행한 연구를 회고하는 글을 발표하였다. 이 회고는 1965년 펜지어스와 윌슨이 우주 마이크로파 배경 복사를 발견한 사건에 자극받은 것이다. 가모프와 알퍼, 허먼은 자신들의 이론적 예측이 그 발견의 기반이 되었음에도 불구하고 공식적인 인정이나 인용이 부족했다는 데 실망감을 나타냈다.
가모프는 펜지어스와 윌슨의 관측 결과의 의미를 설명한 논문이 그 이전의 연구를 인용하지 않은 사실에 깊은 유감을 표명하기도 하였다.

## 말년

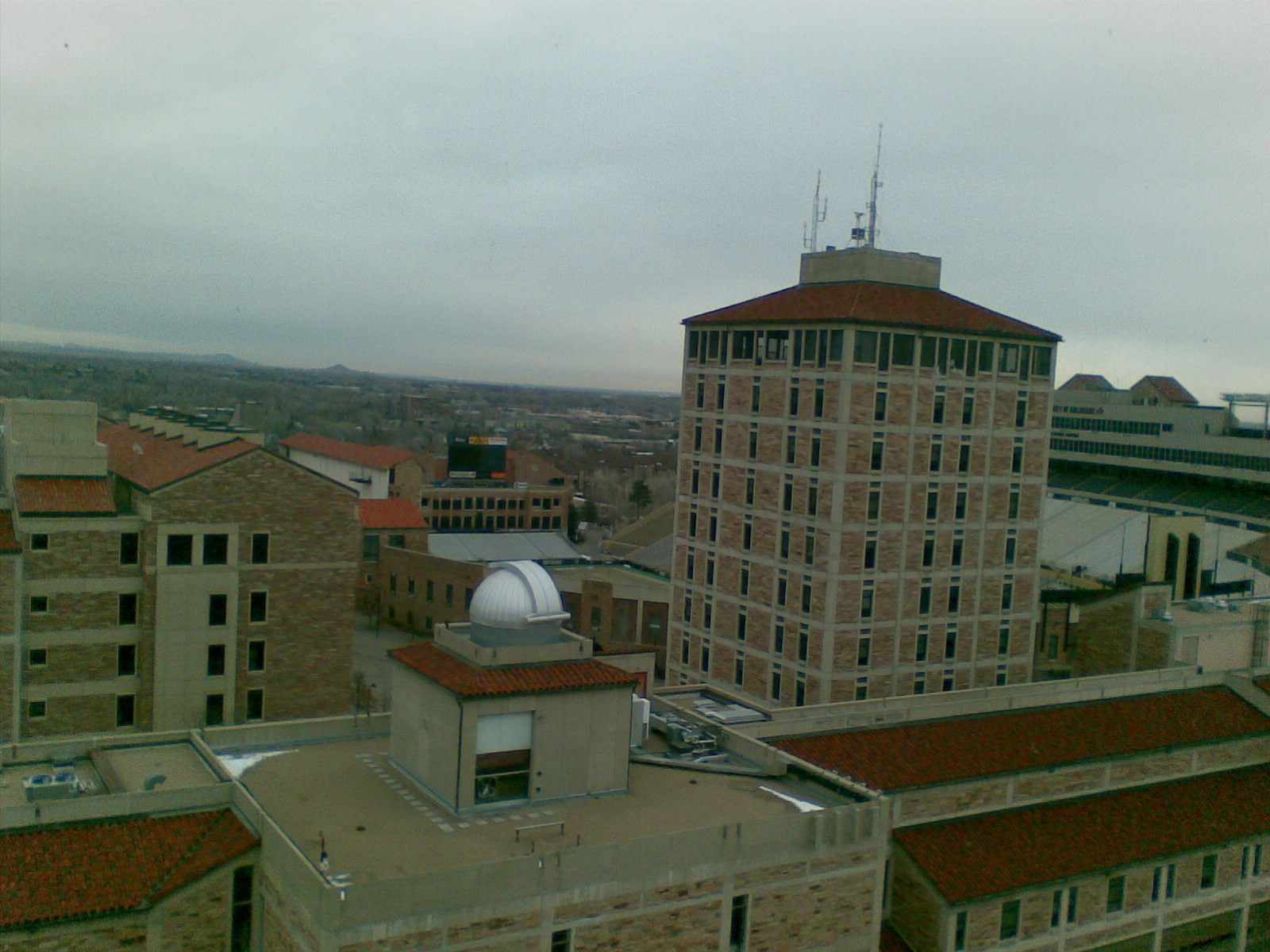
콜로라도 대학교 볼더에 있는 가모프 타워.

1953년 DNA의 이중 나선 구조가 발견된 후, 가모프는 DNA 염기서열이 단백질 합성을 어떻게 제어하는지를 설명하려 시도했다. 그는 4개의 염기 조합으로 가능한 64개의 삼염기 조합이 순서에 관계없을 경우 20개로 줄어들며, 이들이 20개의 아미노산을 지정할 수 있다고 보았다. 이를 통해 유전 부호의 모델을 제시했으나, 중첩성과 비중복성 가정은 나중에 틀린 것으로 밝혀졌다. 1954년에는 왓슨과 함께 RNA 타이 클럽을 창립하며 유전 암호 연구에 활기를 불어넣었다.
이후 가모프는 콜로라도 대학교 볼더 캠퍼스에서 연구와 대중 과학 저술에 전념하다 1968년 간부전으로 세상을 떠났으며, 그를 기려 물리학과 건물에 그의 이름이 붙었다.

## 저서

### 대중서
- The Birth and Death of the Sun
- The Biography of the Earth
- One Two Three ... Infinity
- The Moon
- Gamow, George
- Biography of Physics
- Gravity
- A Planet Called Earth
- A Star Called the Sun
- Thirty Years That Shook Physics: The Story of Quantum Theory
- My World Line: An Informal Autobiography

### Mr. Tompkins series
- Mr. Tompkins in Wonderland
- Mr. Tompkins Explores the Atom
- Mr. Tompkins Learns the Facts of Life
- Mr. Tompkins in Paperback
- Mr. Tompkins Inside Himself
- The New World of Mr. Tompkins

### 과학 교과서
- The Constitution of Atomic Nuclei and Radioactivity
- Structure of Atomic Nuclei and Nuclear Transformations
- Atomic Energy in Cosmic and Human Life
- Theory of Atomic Nucleus and Nuclear Energy Sources
- The Creation of the Universe
- Matter, Earth and Sky
- Physics: Foundations & Frontiers
- The Atom and its Nucleus
- Mr. Tompkins Get Serious: The Essential George Gamow

## 같이 보기
- Urca 과정
- 아일럼

## 참고 문헌
- Interviews with Ralph A. Alpher and Robert C. Herman conducted by Martin Harwit in August, 1983, for the Archives at the Niels Bohr Library, American Institute of Physics, College Park, Maryland.
- "Ralph A. Alpher, Robert C. Herman, and the Prediction of the Cosmic Microwave Background Radiation," Physics in Perspective, 14(3), 300-334, 2012, by Victor S. Alpher.